# Forsthaus Prieros
Forsthaus Prieros ist ein Wohnplatz des Ortsteils Gräbendorf der Gemeinde Heidesee im Landkreis Dahme-Spreewald im Bundesland Brandenburg.
Der Wohnplatz liegt im Süden der Gemarkung und dort südlich des Ortsteils Prieros und südöstlich des Wohnplatzes Prierosbrück. Nördlich liegt der Huschtesee; die Dahme fließt nordöstlich am Wohnplatz vorbei. Südöstlich liegt der Heideseer Wohnplatz Prieros-Ziegelei.
Das Forsthaus Prieros wurde erstmals 1858 urkundlich erwähnt und bestand zu dieser Zeit aus einem als Forstetablissement südsüdwestlich Prieros im Norden der Hammerschen Forst, am Südufer des Huschte-Sees bezeichneten Gebäude, in dem drei Personen lebten. Im Jahr 1925 waren es vier Personen. Der Gutsbezirk wurde 1929 in die Gemeinde Gräbendorf eingemeindet und erschien 1931 dort als Forsthaus, ebenso im Folgejahr. 1941 wurde es ein Wohnplatz von Gräbendorf.